# Tiểu phần nhỏ ở nhân thực (40S)
Tiểu phần nhỏ của ribosome (40S) là tiểu đơn vị nhỏ hơn của ribosome 80S ở sinh vật nhân chuẩn, khác với một tiểu đơn vị khác là tiểu phần ribosome lớn (60S). Tên "40S" và "60S" bắt nguồn từ quy ước rằng các hạt ribosome được biểu thị theo hệ số lắng đọng của chúng trong đơn vị Svedberg. Tiểu phần này có cấu trúc và chức năng liên quan đến tiểu đơn vị 30S của ribosome 70S của sinh vật nhân sơ..  Tuy nhiên, tiểu đơn vị 40S là lớn hơn nhiều so với tiểu đơn vị 30S ở bọn nhân sơ và chứa nhiều phân đoạn protein bổ sung, cũng như các phân đoạn mở rộng rRNA.

## Chức năng
Tiểu đơn vị 40S chứa trung tâm dịch mã có nhiệm vụ theo dõi sự khớp bổ sung của tRNA và mRNA trong sản phẩm dịch protein. Nó là thành phần lớn nhất của một số phức hợp dịch khởi đầu, bao gồm các phức hợp tiền xử lý 43S và 48S (PIC), liên kết với một số yếu tố khởi đầu nhân chuẩn, bao gồm eIF1, eIF1A và eIF3. Tiểu đơn vị 40S cũng liên kết chặt chẽ bởi HCV IRES để tạo thành một phức hệ hai phần với trung gian nhờ các tương tác protein-mRNA và rRNA-mRNA. Có thể tìm thấy thêm thông tin trong các bài về ribosome, ribosome nhân chuẩn (80S) và bài viết về dịch mã protein.

## Cấu trúc chung
Hình dạng của tiểu phần nhỏ có thể được chia thành hai phần lớn, đầu và thân. Đặc trưng của phần thân bao gồm bàn chân trái và phải, vai và nền. Phần đầu có một khối nhô ra, nhọn có thể liên tưởng đến mỏ của một con chim. mRNA liên kết trong khe hở giữa đầu và cơ thể, và có ba vị trí liên kết cho tRNA, là miền A, miền P và miền E (xem bài viết về dịch mã protein để biết chi tiết). Lõi của tiểu đơn vị 40S được hình thành bởi RNA ribosome 18S (viết tắt là 18S rRNA), tương đồng với rRNA 16S ở sinh vật nhân sơ. Lõi rRNA này được đi kèm với hàng chục protein. Trong hình "Cấu trúc tinh thể của tiểu đơn vị ribosome 40S ở nhân thực: T. thermophila", lõi RNA ribosome được biểu diễn là ống với màu xám và các đoạn mở rộng được thể hiện bằng màu đỏ. Protein mà tương đồng ở sinh vật nhân chuẩn, vi sinh vật cổ và vi khuẩn được thể hiện với màu xanh. Protein chỉ tương đồng giữa các sinh vật nhân chuẩn và vi sinh vật cổ được thể hiện bằng màu cam và các protein đặc trưng cho sinh vật nhân chuẩn được thể hiện bằng màu đỏ.
Cấu trúc tinh thể của tiểu phần 40S từ sinh vật nhân thực: T. thermophila
- Tiểu phần 40S nhìn từ mặt trong, PDB chỉ ra 2XZM
- Tiểu phần 40S nhìn từ mặt tiếp xúc với môi trường, PDB chỉ ra 2XZM

## Proteins ribosome của tiểu phần 40S
Bảng "Protein ribosome 40S" cho thấy các nếp gấp protein riêng lẻ của tiểu đơn vị 40S, mã màu vẫn giữ nguyên như trên. Protein có tương đồng trong sinh vật nhân chuẩn, vi sinh vật cổ và vi khuẩn (EAB) thể hiện bằng màu xanh. Protein chỉ tương đồng giữa các sinh vật nhân chuẩn và sinh vật cổ (EA) thể hiện bằng màu cam và protein đặc hiệu cho sinh vật nhân chuẩn (E) được thể hiện bằng dải băng màu đỏ. Các phần mở rộng cụ thể của các protein được bảo tồn của nhân thực, từ một vài chuỗi bên hoặc vòng lặp đến các xoắn alpha rất dài và các miền bổ sung, được đánh dấu màu đỏ. Để biết chi tiết, hãy tham khảo bài viết về ribosome nhân chuẩn. Trong lịch sử, nhiều thuật ngữ khác nhau đã được sử dụng cho các protein ribosome. Ví dụ, các protein đã được đánh số theo tính chất di chuyển của chúng trong các thí nghiệm điện di gel. Do đó, các tên gọi khác nhau có thể chỉ các protein giống nhau từ các sinh vật khác nhau, trong khi các tên giống hệt nhau không nhất thiết biểu thị các protein tương đồng. Bảng "40S protein ribosomal" liên kết chéo các tên protein ribosome của con người với nấm men, vi khuẩn và tương đồng vi sinh vật cổ. Thông tin thêm có thể được tìm thấy trong cơ sở dữ liệu gen protein ribosome (RPG).
| Cấu trúc (Nhân thực) | H. sapiens                   | Bảo thủ | S. cerevisiae | Tương đồng vi khuẩn(E. coli) | Tương đồng vi sinh vật cổ |
| -------------------- | ---------------------------- | ------- | ------------- | ---------------------------- | ------------------------- |
|                      | RPSA                         | EAB     | S0            | S2p                          | S2                        |
|                      | RPS2                         | EAB     | S2            | S5p                          | S5p                       |
|                      | RPS3                         | EAB     | S3            | S3p                          | S3p                       |
|                      | RPS3A                        | EA      | S1            | n/a                          | S3Ae                      |
|                      | RPS4 (RPS4X, RPS4Y1, RPS4Y2) | EA      | S4            | n/a                          | S4e                       |
|                      | RPS5                         | EAB     | S5            | S7p                          | S5p                       |
|                      | RPS6                         | EA      | S6            | n/a                          | S6e                       |
|                      | RPS7                         | E       | S7            | n/a                          | n/a                       |
|                      | RPS8                         | EA      | S8            | n/a                          | S8e                       |
|                      | RPS9                         | EAB     | S9            | S4p                          | S4p                       |
|                      | RPS10                        | E       | S10           | n/a                          | n/a                       |
|                      | RPS11                        | EAB     | S11           | S17p                         | S17p                      |
|                      | RPS12                        | E       | S12           | n/a                          | n/a                       |
|                      | RPS13                        | EAB     | S13           | S15p                         | S15p                      |
|                      | RPS14                        | EAB     | S14           | S11p                         | S11p                      |
|                      | RPS15                        | EAB     | S15           | S19p                         | S19p                      |
|                      | RPS15A                       | EAB     | S22           | S8p                          | S8p                       |
|                      | RPS16                        | EAB     | S16           | S9p                          | S9p                       |
|                      | RPS17                        | EA      | S17           | n/a                          | S17e                      |
|                      | RPS18                        | EAB     | S18           | S13p                         | S13p                      |
|                      | RPS19                        | EA      | S19           | n/a                          | S19e                      |
|                      | RPS20                        | EAB     | S20           | S10p                         | S10p                      |
|                      | RPS21                        | E       | S21           | n/a                          | n/a                       |
|                      | RPS23                        | EAB     | S23           | S12p                         | S12p                      |
|                      | RPS24                        | EA      | S24           | n/a                          | S24e                      |
|                      | RPS25                        | EA      | S25           | n/a                          | S25e                      |
|                      | RPS26                        | EA      | S26           | n/a                          | S26e                      |
|                      | RPS27                        | EA      | S27           | n/a                          | S27e                      |
|                      | RPS27A                       | EA      | S31           | n/a                          | S27ae                     |
|                      | RPS28                        | EA      | S28           | n/a                          | S28e                      |
|                      | RPS29                        | EAB     | S29           | S14p                         | S14p                      |
|                      | RPS30                        | EA      | S30           | n/a                          | S30e                      |
|                      | RACK1                        | E       | Asc1          | n/a                          | n/a                       |